# Barbara Windsor
Barbara „Babs” Windsor, született Barbara-Ann Deeks (London-Shoreditch, 1937. augusztus 6. – London, 2020. december 10.) angol színésznő, komika. Az 1960-as, 1970-es években a Folytassa… filmvígjáték-sorozat több filmjének szereplője. 1994–2016 között az EastEnders c. angol televíziós szappanopera egyik állandó főszereplője. A Brit Birodalom Rendjének (DBE) tagja.

## Élete

### Származása, pályakezdése
Barbara-Ann Deeks 1937. augusztus 6-án született Kelet-London Shoreditch negyedében, Hackney kerületben. Apja, John Deeks utcai árus volt, anyja, Rose Ellis szabónő. Angol és ír felmenőket mondhat magáénak. Szülei komoly anyagi áldozatot hoztak, hogy leányuk a színvonalas Aida Foster színiiskolába járhasson, a nyugat-londoni Golders Green-ben, Barnet kerületben. 1952-ben egy West End-en bemutatott musical kórusában szerepelt. 1953-ban látta II. Erzsébet királynő koronázását, ennek hatására felvette a Barbara Windsor művésznevet.
Első filmszerepét 1954-ben kapta, a The Belles of St. Trinian’s c. filmben névtelen iskoláslányt játszott. A londoni Theatre Royal Stratford East társulatának tagja lett, sikert aratott a Fings Ain’t Wot They Used to Be c. darabban. 1963-ban Joan Littlewood rendező (1914–2002) Sparrows Can’t Sing c. filmjében a főszerep (Maggie) alakításáért a legjobb brit színésznőnek járó BAFTA-díjra jelölték.

### A Folytassa… sorozatban
Az 1958-ban indított Folytassa… filmsorozatba 1964-ben kapcsolódott be, a Folytassa a kémkedést! c. részben, a beszélő nevű Daphne Honeybutt szerepével, amelyet kilenc további Folytassa… filmszerep követett. E szerepek jellege hasonló volt, mindig platinaszőke „dögös-bögyös”, csacsogó naivát alakított, akiért „döglenek” a férfi-szereplők. Barbara Windsor ilyenkor jellegzetes, sipító hanghordozással, a londoni munkásnegyedek lakóinak cockney-akcentusával beszélt. A korabeli Nagy-Britannia egyik szex-szimbólumává vált.
Tíz éven át játszott a sorozatban, utolsó itteni szerepe 1974-ben Harriet volt, a Folytassa, Dick-ben. Szerepelt még a sorozatról szóló 1977-es That’s Carry On! c. televíziós dokumentumműsorban, az archív filmjeleneteket kommentálta is. Emlékezetes jelenete volt a Folytassa a kempingezést!-ben, amikor bikini-felsője lerepül aerobik-gyakorlat közben. 1973–1975 között a Folytassa… -csapat tagjaival együtt szerepelt a londoni West Enden, a filmek alapján rendezett Carry On London! színpadi revüműsorokban. Közben folyamatosan szerepelt színpadon és más filmekben is.
A Folytassa … filmek forgatásának éveiben heves szerelmi viszonyt folytatott sorozatbeli kollégájával, Sid Jamesszel. A történéseket a korabeli bulvársajtó bőségesen tálalta. Barbara akkori férje, Ronnie Knight fenyegető lépéseket tett, pl. betört Sid James lakásába, a viszony ennek ellenére tíz éven át, majdnem Sid James haláláig (1976) eltartott. Sid James 1995-ös életrajzírója, Cliff Goldwin is részletesen ír a viszony fordulatairól. Barbara Windsort a nézők annyira azonosították az általa ábrázolt lánytípussal, hogy később, amikor más jellegű szerepekre pályázott, nehézségekbe ütközött.

### Későbbi tevékenysége
1994-ben a BBC televízió szerződtette őt az EastEnders szappanopera egyik állandó főszerepére. Peggy Mitchell-t alakította, hosszabb-rövidebb megszakítással, egészen 2016-ig. Betegsége miatt 2003–2005 között nem jelenhetett meg képernyőn, de 2005-ben visszatért. A sorozat 562 epizódjában szerepelt.
1999-ben a kormánytól megkapta a Brit Birodalom Rendje érdemrendet, ezzel a Dame megszólítás jogát.
2000-ben Terry Johnson rendező romantikus tévéfilmet készített Cor, Blimey! címmel Sid James és Barbara Windsor afférjáról, ebben Barbarát Samantha Spiro testesítette meg. 2006-ban Andy De Emmony rendező életrajzi filmet forgatott a Folytassa…-sorozat másik főszereplőjéről, Kenneth Williamsről, Fantabulosa! címmel. Barbara Windsort itt Rachel Clarke játszotta.
2012-ben a drogfüggő fiatalok rehabilitációját segítő Amy Winehouse Alapítvány védnöke lett. 2014 novemberében a Kelet-Londoni Egyetem díszdoktorává fogadta.

### Magánélete
Az 1960-as évek elején Reginald „Reggie” Kray (1933–2000) maffiavezérrel, a kelet-londoni szervezett alvilág egyik fejével volt rövid kalandja. 1964–1985 között Ronnie Knighttal, 1986–1995 között Stephen Hollingsszal élt házasságban. Első házasságának tartama alatt hosszú ideig viszonyt folytatott Sid Jamesszel.
All of Me című önéletrajzában, mely először 2001-ben jelent meg, leírja, hogy 21 és 41 éves kora (1958–1997) között öt magzatelhajtásnak vetette alá magát. Harmadik házasságát Scott Mitchell színésszel 2000-ben kötötte.

## Magyar hangjai
Magyarországon Barbara Windsor 12 (szinkronizált) filmjét mutatták be. Különböző szerepeiben több szinkronszínésznőnk kölcsönözte neki a hangját (Kiss Erika, Csere Ágnes, Papp Ági, Schütz Ila, Detre Annamária, Dudás Eszter, Földessy Margit, Hacser Józsa, Kocsis Mariann, Lehoczky Zsuzsa, Madarász Éva, Mics Ildikó, Murányi Tünde, Pálos Zsuzsa, Simon Mari, Tóth Ildikó, Voith Ági).

## Fontosabb filmszerepei
- 1960: Lázas éjszakák (Too Hot to Handle, rend. Terence Young (Ponytail)
- 1963: Sparrows Can’t Sing, rend. Joan Littlewood (Maggie)
- 1964: Folytassa a kémkedést! (Carry on Spying) (Daphne Honeybutt)
- 1965: Sherlock Holmes: A study in terror (Annie Chapman)
- 1967: Folytassa, doktor! (Carry on Doctor) (Sandra May nővér)
- 1969: Folytassa a kempingezést! (Carry on camping) (Babs)
- 1969: Folytassa újra, doktor! (Carry on Again Doctor) (Goldie Locks / Maud Boggins)
- 1969: Carry on Christmas, tévéfilm (Hamupipőke / Fanny)
- 1970: Carry on Again Christmas, tévéfilm (Jim Hawkins)
- 1970: Folytassa, Henry! (Carry on Henry) (Bettina)
- 1971: Twiggy, a sztár (The Boy Friend), rend. Ken Russell, (Rosie / Hortense)
- 1972: Folytassa, főnővér! (Carry on matron) (Susan Ball nővér)
- 1972: Folytassa külföldön! (Carry on abroad) (Sadie Tomkins)
- 1972: Carry on Christmas: Carry on Stuffing, tévéfilm (több szerepben)
- 1973: Folytassák, lányok! (Carry on girls) (Hope Springs)
- 1973: Carry on Christmas, tévéfilm, (Virginia / Fanny)
- 1974: Folytassa, Dick! (Carry on Dick) (Harriet)
- 1975: Carry on Laughing!, tévésorozat (több szerepben)
- 1977: Folyton folyvást folytassa! (That’s Carry On!) (több szerepben)
- 1978: Szupernagyi, tv-sorozat, The Heir Apparent c. epizód (Ethel)
- 1991: Csengetett, Mylord?, tv-sorozat, 2 epizódban (Myrtle)
- 1992: Látomások (Double Vision), tv-film, Hókirálynő-Főnöknő
- 1994–2006: EastEnders, tévésorozat (Peggy Mitchell)
- 1995: Fél lábbal a sírban (One Foot in the Grave) tv-sorozat, 1 epizódban (Millicent)
- 2006: Ki vagy, Doki?, tv-sorozat, Szellemhadsereg (Army of Ghosts) c. epizód (Peggy Mitchell)
- 2010: Alice Csodaországban (Alice in Wonderland), Pele (csak hangja)
- 2016: Alice Tükörországban, (Alice Through the Looking Glass), Mallymkun (csak hangja)

## Önéletrajza
- Barbara Windsor: All of Me: My Extraordinary Life, Headline, 2001. ISBN 0747266441